# Ian James
Ian James é um engenheiro mecânico britânico que atualmente é diretor administrativo e diretor de equipe da equipe da NEOM McLaren Electric Racing.

## Carreira
James se graduou com um bacharelado em engenharia mecânica na Universidade de Coventry em 2002. Depois de iniciar sua carreira profissional na McLaren Automotive como engenheiro de fabricação, James ele se juntou ao grupo Daimler em 2005. Em janeiro de 2011, James se tornou chefe de gestão de programas da Mercedes AMG High Performance Powertrains, a divisão de motores de Fórmula 1 da Mercedes-Benz, onde ele contribuiu para a reintrodução do KERS na Fórmula 1 em 2011 e também desempenhou um papel na introdução da unidade de potência V6/ERS na era turbo-híbrida da Fórmula 1, culminando nos campeonatos mundiais de pilotos e equipes de 2014 e 2015.
Em outubro de 2018, James se tornou chefe de marketing e negócios governamentais da Mercedes-Benz Classe G. Em outubro de 2018, ele se juntou à equipe Mercedes-EQ Formula E Team como diretor administrativo e diretor da Mercedes-Benz Formula E Ltd. Com James no comando, a equipe venceu os campeonatos de pilotos e equipes das temporadas da Fórmula E de 2020–21 e 2021–22.
Em setembro de 2022, James se tornou diretor das equipes NEOM McLaren Formula E Team (antiga Mercedes-EQ Formula E Team) e NEOM McLaren Extreme E Team, e diretor administrativo da NEOM McLaren Electric Racing, continuando a liderar a equipe na Fórmula E e assumindo a responsabilidade pela NEOM McLaren na Extreme E.
Desde novembro de 2024, James assumiu o cargo de diretor de automobilismo na McLaren Automotive, além de sua função na NEOM McLaren Electric Racing.